# Лагоц Ортис, Джузеппе
Джузеппе Лагоц Ортис (итал. Giuseppe Lahoz Ortiz, также известен как Giuseppe La Hoz; 1764 или 1766, Милан, Ломбардия — 13 октября 1799, Анкона) — итальянский военный, патриот.

## Биография
Джузеппе Лагоц Ортис родился в Милане, в аристократической семье испанского происхождения.
Начал свою карьеру в конце XVIII века в австрийской императорской армии, в которой служил поручиком. Придерживался идей якобинцев, и в 1796 году при вступлении армии революционной Франции в Северную Италию, Джузеппе оставил австрийскую армию и присоединился к французской. Вместе с ним к французам перешла и бо́льшая часть его роты, состоявшей почти из одних итальянцев. В заявлении о вступлении в армию он указал свой возраст (тридцать лет), но не указал места рождения.

## Наполеоновский генерал
Своей храбростью и военным дарованиями Джузеппе обратил на себя внимание генерала Лагарпа, назначившего его своим адъютантом. После смерти Лагарпа Лагоц стал адъютантом генерала Бонапарта и отличился в походах 1796–98 гг.
Лагоц мечтал из ряда существовавших тогда итальянских государств создать одну независимую республику. Назначенный членом законодательного конгресса Цизальпинской Республики, он с большим усердием служил французскому правительству, пока не убедился, что Франция вовсе не намерена создавать независимой Италии. Энергичная защита им прав своей родины перед французской Директорией повлекла его отстранение от участия в управлении Цизальпинской республикой и назначение в апреле 1797 года бригадным генералом цизальпинских войск (Ломбардского легиона), входивших в дивизию французского генерала Монришара.
Однако, в это время, когда Бонапарт в 1797 году из Северной Италии вторгся в Штирию, против него в тылу восстало сельское население Террафермы (материковых территорий Венецианской республики в Северной Италии). Вследствие этого, по заключении предварительных мирных условий с Австрией, Бонапарт объявил Венецианской республике войну. Напрасно она пыталась уступчивостью и изменениями конституции склонить победителя на милость. Последний дож, Лодовико Манин, и Большой совет были вынуждены 12 мая 1797 года подписать своё отречение и 16 мая город Венеция был без сопротивления занят французами.
17 октября 1797 года был заключён Кампо-Формийский мир, согласно которому  венецианская территория по левую сторону Эча, вместе с Истрией и Далмацией была предоставлена Австрии, а область по правую сторону Эча присоединена к Цизальпинской республике, Венеция утратила свою самостоятельность.
Увидев репрессии французов во время подавления венецианского восстания, Лагоц отказался исполнять приказания Монришара, объявил департамент Рубикона, занятый его бригадой, на осадном положении и учредил в нём военное управление. Это вызвало отрешение его от командования и бегство в неаполитанские владения в мае 1799 года.

## Инсургент
Появление в Адриатическом море русско-турецкой эскадры, под командованием адмирала Пустошкина, побудило Лагоца объявить себя защитником Италии и собрать в Марке до 20 тысяч антифранцузскх повстанцев (присоединиться к ним).
Под руководством Лагоца восстание в Марке приобрело вид регулярной войны.
Совместные действия эскадры Пустошкина, прибывшей к берегам Анконы 17 мая 1799 года,  и Лагоца заставили генерала французской армии Жан-Шарль Монье засесть за стенами Анконы. Но появление французско-испанского флота вынудило русского адмирала отойти с эскадрой и десантом к острову Корфу, а Лагоца — засесть в Фермо, на берегу Адриатического моря, близ неаполитанской границы.
В июле на выручку Лагоцу пришла русско-турецкая эскадра капитана 2 ранга графа Войновича, отбросившая французов от Фермо. Когда адмирал Ушаков возобновил осаду Анконы, Лагоц со своим 6-тысячным отрядом действовал на правом фланге осадного корпуса. 19 сентября осаждённые французы произвели сильную вылазку из крепости, в ходе которой Лагоц был окружён и тяжело ранен. С трудом отбитый русскими моряками, он скончался 1 (10) октября 1799 года от ран и погребён в Лоретто.
Лагоц пользовался большим уважением Суворова, исходатайствовавшего ему прощение австрийского императора.
Лагоц был одним из основателей тайного итальянского общества Società dei raggi.